# La Haye (Seine-Maritime)
La Haye település Franciaországban, Seine-Maritime megyében. Lakosainak száma 368 fő (2022. január 1.). La Haye Le Tronquay, Croisy-sur-Andelle, La Feuillie és Morville-le-Héron községekkel határos.

## Népesség
A település népességének változása:
| Lakosok száma | 346  | 372  | 379  | 381  | 377  | 372  | 368  | 369  | 368  |
|               | 2013 | 2015 | 2016 | 2017 | 2018 | 2019 | 2020 | 2021 | 2022 |